# 汪阳
汪阳（？—），男，汉族，中华人民共和国政治人物。曾任民建中央社会服务部副部长。现任民建中央联络部部长。第十四届全国政协委员。